# Бандровські

Герб Сас

БАНДРОВСЬКІ (або БАНДРІВСЬКІ)   — український галицький шляхетський рід гербу Сас.

## Походження
БАНДРОВСЬКІ (або БАНДРІВСЬКІ, або Бандрівські з Новосільців, Bandrowscy, Bandrowscy z Nowosielec) – князівсько-війтівський та земянський  рід, у XVI–XVII ст. землевласники у Перемишльському повіті Перемишльській землі, тримали князівство у королівському селі Бандрів.
Бандрівські виводяться від Івана Зелізка, котрий 24 серпня 1538 р., як засвідчує королівський привілей, набув від братів Грицька і Івана Пачолтовичів князівство у с.Бандрів. У перемишльських земських і гродських актах Іванта його син, також Іван, неодноразово йменуються шляхетними, ще до набуття земської власності у сс. Терлі, Розсохах, Любохові  і Свинному (1578), що додатково засвідчує їхнє походження від котрогось зі шляхетських родів. З початку XVIII ст. представники роду іменуються ще Бандрівськими з Новосільців. У Перемишльській землі існувало два населені пункти з відповідною назвою –  с. Новосілки Великі і Малі. В той час як перші з середини XV ст. незмінно входили до родового комплексу Фредрів та їхніх спадкоємців, другі у XV – на початку XVII ст. перебували у власності  Новосельських. Напрошується цілком логічне припущення: Бандрівські відгалуження  Новосельських. Втім, це очевидне на перший погляд міркування спростовує вивід шляхетства, котре здійснив Васько Бандрівський, внук Івана Залізка, у перемишльському земському суді у 1599 р. З поміж родичів по чоловічій лінії він виставив Волковицьких-Витвицьких, таким чином засвідчивши жидачівське походження роду, а згадані с. Новосілки, слід, напевне, ототожнювати з с. Новосілками Підліськими у Жидачівському повіті, котрі перебували у власності місцевої руської шляхти, й, зокрема, Волковийських (Андрій Волковийський, 1578 р.).
На межі XVI – XVII ст. Бандрівськими йменується також сім’я Бартошовичів, котрі набув чи то частину, чи то цілком війтівство у с. Бандрові від Зелісковичів. В перемишльських актах він та його син час від часу звуться “honestus”, що наводить на думку про їхнє нешляхетське походження. Шлюб Олександра Бандрівського Миськовича з дочкою Стецька Бартошовича вказує на відсутність між ними спільного предка по чоловічій лінії.
Село  Бандрів входило до Стрвяжської країни Перемишльського староства, тобто було королівським, тому таке надання не робило Івана Залізка шляхтичем. Ймовірно, він був вихідцем Із вже існуючого на той час шляхетського роду. Це підтверджується легітимацією одного з відгалужень Бандрівських, де вони записані як «Bandrowski z Nowosielec».
У першій третині XVI ст. князівством володіли Стець та Іван Бартошовичі Бандрівські.

## Генеалогія
1.Бандрівські
1.1.Бандрівські Миськовичі (нащадки Миська / Миколая (1580 – † між 1607/1609).
1.2.Бандрівські з сс. Корналовичі в, Гордині і Секерчиців (нащадки Васька (1583 –  † між 1615/1618).
1.2.1. Бандрівські (нащадки Андрія 1641 –  1673).
1.2.2.Бандрівські (нащадки Олександра (1643 – 1673).
1.2.3. Бандрівські (нащадки Луки (1653 –  1696).
1.2.4. Бандрівські (нащадки Федора / Теодора (1643 –  1700).
1.2.5.Бандрівські (нащадки Івана 1653 – † між 1694/1696).
1.3.Бандрівські з сс. Терла, Любохови і Розсохів (нащадки ІванЗелісковича (1583 – 1631).
1.4.Бандрівські (нащадки Сенька (1585 – † п. 1588)

## Історичні факти про рід Бандровських (Бандрівських)
Інформація про суспільно активні княжі  родини краще представлені в документації  XV – XVIII ст., а чисельна обмеженість кількома сім’ями не створює плутанини й зайвих труднощів. Зрештою, шляхта з осідків навколо Самбора долала значно менші відстані до Перемишля, аніж шляхта з гірської частини Перемишльської землі. Для прикладу, родовід Бандрівських практично не має прогалин. Адже упродовж XVI – XVIII ст. вони представлені півтора сотнею осіб. Чисельно зростати Бандрівські почали щойно наприкінці XVII ст. й на середину XVIII ст. представлені заледве 10 – 12 сім’ями. З 1690-х років хтось з родини неодмінно намагався зробити кар’єру у місцевому гроді, й на цьому поприщі нащадки Йордана і Федора досягнули певних успіхів. Проживали Бандрівські у Корналовичах та Гордині – осідках руської шляти, розміщених у XVIII ст. чи не найближче до Перемишля.

## Відомі особи роду Бандрівські гербу Сас
Прізвище походить від назви поселення Бандрів зараз Польща.
- Бандровський Желізкович  пеша згадка у 1590 році.  Марухна, дочка покійного Івана Бандрівського Залізка (Zielasko), зреклася на користь братів – Миколая, Сенька, Івана Бандрівських, зі своїх прав на материнські і батьківські маєтки.  (Джерело: ЦДІАУЛ, ф. 13, оп. 1, спр. 305, с. 209)
- Стець та Іван Бартошовичі Бандрівські - володарі Бандрова у першій третині XVI ст.
- Базилій  (в інших джерелах Дмитро) Бандрівський -  бузький ловчий ревізор Перемишльської землі (1702), комісар від Перемишльської землі для виплати військовихпровіантів (1707), асесор фіскального суду Перемишльської землі (1707) (Джерело AGZ. – Lwów, 1914. – T. XXII. – S. 379, 420, 426, 428), пізніше сяноцький гродський писар (1709 – 1715).  Його син йменувався Каролем (чи Єронімом), Петро (в інши х джерелах Ян - дідусь Базилія) - електор Владислава IV.
- Стефан Бандрівський, товариш панцирної хоругви летичівського войського Станіслава Гродецького, котрий служив у травні – липні 1673 р.), син Петра Бандрівського, землевласник у сс. Терло і Любохова, посесор війтівства у с. Лінина Самбірського староства. У перемишльських актах він зветься товаришем цієї ж хоругви ще в травні 1679 р.